# ماتیو هنسون
ماتیو آلکساندر هنسون (به انگلیسی: Matthew Alexander Henson) (زاده ۱۸۶۶ - درگذشته ۱۹۵۵) کاشف سیاه‌پوست که عضو گروه اکتشافی بود که در سال ۱۹۰۹، به رهبری رابرت پری، موفق به کشف قطب شمال شد.